# Couto Mixto
Couto Mixto (galicisch; portugiesisch Couto Misto; spanisch Coto Mixto) war bis 1864 ein unabhängiger Zwergstaat und Binnenstaat in Europa an der Grenze zwischen Spanien und Portugal.
Das Territorium bestand aus den Dörfern Santiago de Rubiás und Rubiás in der heutigen spanischen Gemeinde Calvos de Randín und As Maus in der heutigen spanischen Gemeinde Baltar, die alle drei nördlich der Serra de Larouco-Bergkette im Salas-Tal in der Provinz Ourense liegen. Das Gebiet von Couto Mixto umfasste überdies einen kleinen unbewohnten Landstreifen, der heute Teil der portugiesischen Gemeinde Montalegre e Padroso im Distrikt Vila Real ist.
Das Gebiet besteht fast nur aus Bergland mit Höhen zwischen 600 m und 1400 m und wenig fruchtbaren Böden.
Aufgrund des komplexen mittelalterlichen Herrschaftssystems blieb Couto Mixto jahrhundertelang weder in portugiesischer noch in spanischer Hand und fungierte de facto als souveräner Staat. Diesen Status behielt er bis zum Vertrag von Lissabon im Jahr 1864, der das Land zwischen Spanien und Portugal aufteilte, von denen der größte Teil an Spanien ging.

## Geschichte
Das galicisch, portugiesische und spanische Wort „couto“ bzw. „coto“ leitet sich vom lateinischen „cautum“ oder „cautes“ ab und bedeutet so viel wie „(eingezäunter) Platz“. Obwohl sich der Begriff ursprünglich auf die Steine bezog, mit denen die Grenzen eines bestimmten Gebiets markiert wurden, wurde er im Mittelalter verwendet, um bestimmte Gebiete zu bezeichnen, die im Feudalismus von der Autorität des Königs und der wirtschaftlichen, politischen und rechtlichen Ebene ausgenommen waren und eine relativ große Autonomie hatten. Das Wort existiert auch in mehreren galicischen und portugiesischen Ortsnamen.
Die Ursprünge sind ein Rätsel, das es zu entdecken gilt. Laut Luis García Mañá, Präsident des Vereins der Freunde des Couto Mixto, hat die Geschichte dieses „Raiano oder Arraiano“-Gebiets seinen Ursprung in der Zeit der Unabhängigkeit Kastiliens von der portugiesischen Krone, in der Verteilung der Grenzstädte und -dörfer mit dem Königreich Kastilien, das sich in einer eher zweideutigen politischen Situation befindet. „Der Couto Mixto wurde als solcher konstituiert und begann sich im 12. Jahrhundert, im Jahre 1147, zu bilden, aber seine Gründung war früher, als Portugal unabhängig wurde und die Grenzen der Gerichtsbarkeit unklar oder überhaupt nicht genau waren“, sagt García Mañá.
Anfangs fiel das Gebiet unter die Gerichtsbarkeit der Burg Picoña, fiel aber schließlich in die Hände der Adelshäuser Braganza und Monterrei. Mit dem Aussterben der „Coutos“ in Portugal, das 1692 eingeleitet und 1790 abgeschlossen wurde, wurde Couto Mixto vom Feudalismus befreit und das Gebiet fungierte bis zu seiner de jure Teilung und Annexion im Jahr 1868 als ein de facto unabhängiger Staat.
Das Wort „mixto“ oder „misto“, was „gemischt“ oder „verbunden“ bedeutet, bezieht sich wahrscheinlich auf die doppelte feudale Bindung des Gebiets an das Herzogtum Braganza und die Grafschaft Monterrei. Eine andere Interpretation, unterstützt durch mündliche Überlieferungen und mittelalterliche Dokumente (wo die Begriffe „mystigos“ oder „místicos“ verwendet wurden, was „mystisch“ bedeutet), verbindet die Ursprünge des Landes mit der Legende der schwangeren flüchtigen Prinzessin Ilduaria Eriz, eine Cousine König Alfons III. Sie fand Zuflucht in den Dörfern dieser Gegend und wurde die Mutter von Rosendo de Celanova. Aus Dankbarkeit erhielten die Dörfer besondere Privilegien. Diese Erklärung ist bis zu einem gewissen Grad plausibel, da Ilduaria Eriz, eine der bedeutendsten galicischen Aristokratinnen des späten neunten und frühen zehnten Jahrhunderts, ein Gebiet regierte, das Couto Mixto umfasste.

## Privilegien
Die Einwohner von Couto Mixto mussten keine Nationalität annehmen und konnten wählen, ob sie portugiesisch, spanisch oder überhaupt keine Nationalität hatten. Als unabhängiges Territorium hatten die Einwohner verschiedene Privilegien, wie das Recht auf Selbstverwaltung und Befreiung von der portugiesischen und spanischen Wehrpflicht und Steuern sowie die Gewährung von Asyl für Ausländer oder die Verweigerung des Zugangs ausländischer Streitkräfte zum Territorium. Außerdem brauchten die Einwohner keine besonderen Genehmigungen, um Waffen zu tragen, und sie durften alle Arten von Feldfrüchten, einschließlich Tabak, anbauen und sie durften zollfrei kaufen und verkaufen.
Neben diesen und anderen Privilegien hatten die Einwohner von Couto Mixto das Recht, die etwa sechs Kilometer lange caminho privilegiado (deutsch privilegierte Straße) zu nutzen, die von Couto Mixto über das galizische Calvos de Randín bis ins portugiesische Tourém führte. Obwohl die Straße über spanisches Hoheitsgebiet führte, hatte die Polizei keine Zuständigkeit.
Couto Mixto war eine Republik mit einem System der direkten Demokratie, das durch Volksversammlungen organisiert wurde. Das Staatsoberhaupt war der Juiz (deutsch Richter) oder Bürgermeister, der von der Bevölkerung gewählt wurde und mit den Homens de Acordo zusammenarbeiten musste, die als Vertreter ihres Dorfes fungierten, von denen aus jedem Dorf einer gewählt wurde. Wahlberechtigt waren nur Männer. Die Wähler konnten den gewählten Vertreter auch vor Ablauf seiner Amtszeit seines Amtes entheben, wenn sie feststellten, dass er seine Aufgaben nicht ordnungsgemäß erfüllte.

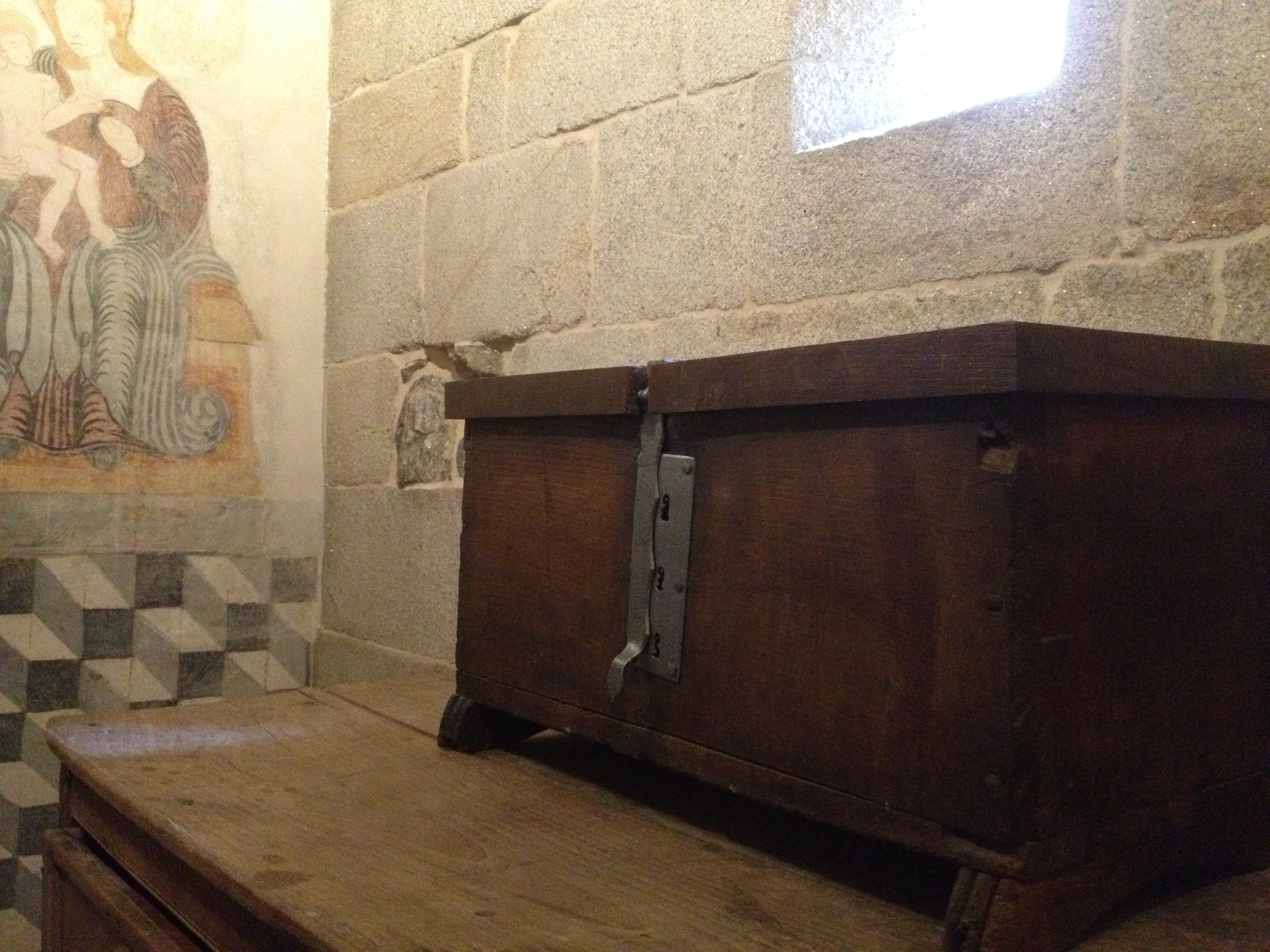
Truhe der drei Schlüssel

Alle diese Privilegien sowie Siegel und alle Dokumente, die die Entscheidungen des Couto enthielten, wurden gesammelt und in einer Holztruhe, „Truhe der drei Schlüssel“ genannt, aufbewahrt, die in der Kirche von Santiago de Rubiás deponiert wurde. Diese Truhe konnte nur mit drei Schlüsseln geöffnet werden, die in jedem der Dörfer verteilt wurden, von denen einer im Besitz des „Richters“ war. Zu seiner Eröffnung mussten sowohl letzterer als auch die Vertreter jedes der Ortschaften anwesend sein, die sich in A Veiga trafen, einem Ort, der zwischen den dreien gleich weit entfernt ist. Diese Truhe war von großer Bedeutung, da sie alle genauen Daten der Entstehung des „Mikrostaates“ sammelte. Doch aufgrund der Verbrennung der Dokumente der Bundeslade durch die französische Armee des Marschalls Soult im Jahr 1809 auf der Flucht vor den englischen Truppen herrscht heute Unsicherheit über den Couto Mixto. Wenig später, im Jahr 1819, wurde das Dokument unterzeichnet, das die Privilegien anerkennt und ihn offiziell mit dem Haus Bragança sowie im religiösen Bereich mit dem Bistum Orense verband.
In jüngster Zeit wurde die Truhe restauriert und wieder in die Kirche von Santiago gestellt, wo sie eine symbolische Funktion erfüllt.

## Auflösung

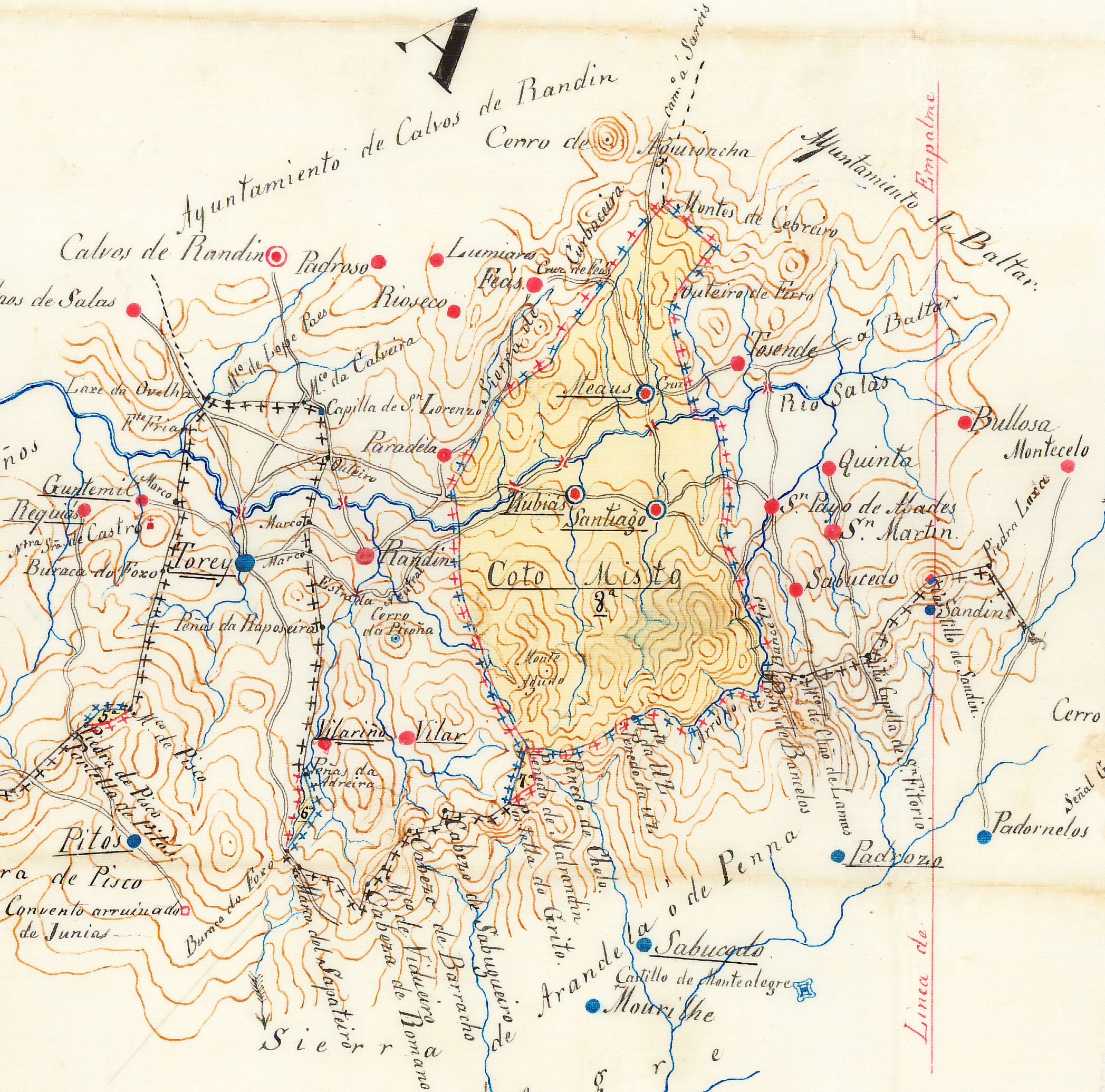
Couto Mixto auf einer Karte von José de Castro López (1863). Die neutrale oder „privilegierte“ Straße wurde hier vermutet.
Grenze des Couto Mixto
Von Spanien geforderte Grenze
Von Portugal geforderte Grenze
++++ Unbestrittene Grenze

Auf Vorschlag von Königin Isabella II. von Spanien wurde das umstrittene Gebiet im Vertrag von Lissabon (1864) verhandelt, der die Grenzlinie zwischen den beiden Ländern festlegte.
In der gemischten Demarkations- und Grenzkommission schlug der portugiesische Sekretär Couvreur vor, den Couto Mixto durch den Fluss Salas zu teilen, der Meaus de Santiago und Rubiás von Ost nach West trennt, wobei die erste Stadt auf der spanischen Seite und die anderen beiden auf der portugiesischen Seite belassen werden sollten. Der Plan wurde jedoch verworfen. Spanien argumentierte, dass das Wörterbuch von Pascual Madoz aus dem Jahr 1846 Santiago und Rubiás in den Distrikt Xinzo de Limia und Meaus in Baltar einordnete. 1859 beanspruchten die spanischen Repräsentanten das Gebiet, weil die Dörfer Getreidesteuern an ihren Staat zahlten. Das Territorium zahlte hingegen nichts an Portugal und die Bestätigung der Wahl des Bürgermeisters durch den Corregidor von Bragança hatte seit 1834 aufgehört. Die Portugiesen legten jedoch Dokumente vor, die die Beziehung des Couto Mixto zum Haus Braganza bestätigten. Die Spanier betrachteten die vom portugiesischen Land beanspruchten Rechte als abgeschaffte feudale Rechte, obwohl sie vertraulich argumentierten, dass diese durch die faktische Situation gerechtfertigt seien. Schließlich trat Portugal den Couto Mixto im Austausch gegen die Souveränität über das Gebiet der „gemischten Dörfer“ ab. Die Ortschaften Soutelinho da Raia, Cambedo und Lama de Arcos bildeten ebenfalls ein gemischtes Territorium. Die Grenze wurde gezogen und die Situation wurde in den Jahren 1866 und 1896 geprüft. Einwohner, die die portugiesische Staatsangehörigkeit behalten wollten, konnten dies tun, indem sie die örtlichen Behörden gemäß Artikel 27 des Vertrags informierten.

## Neuere Entwicklungen

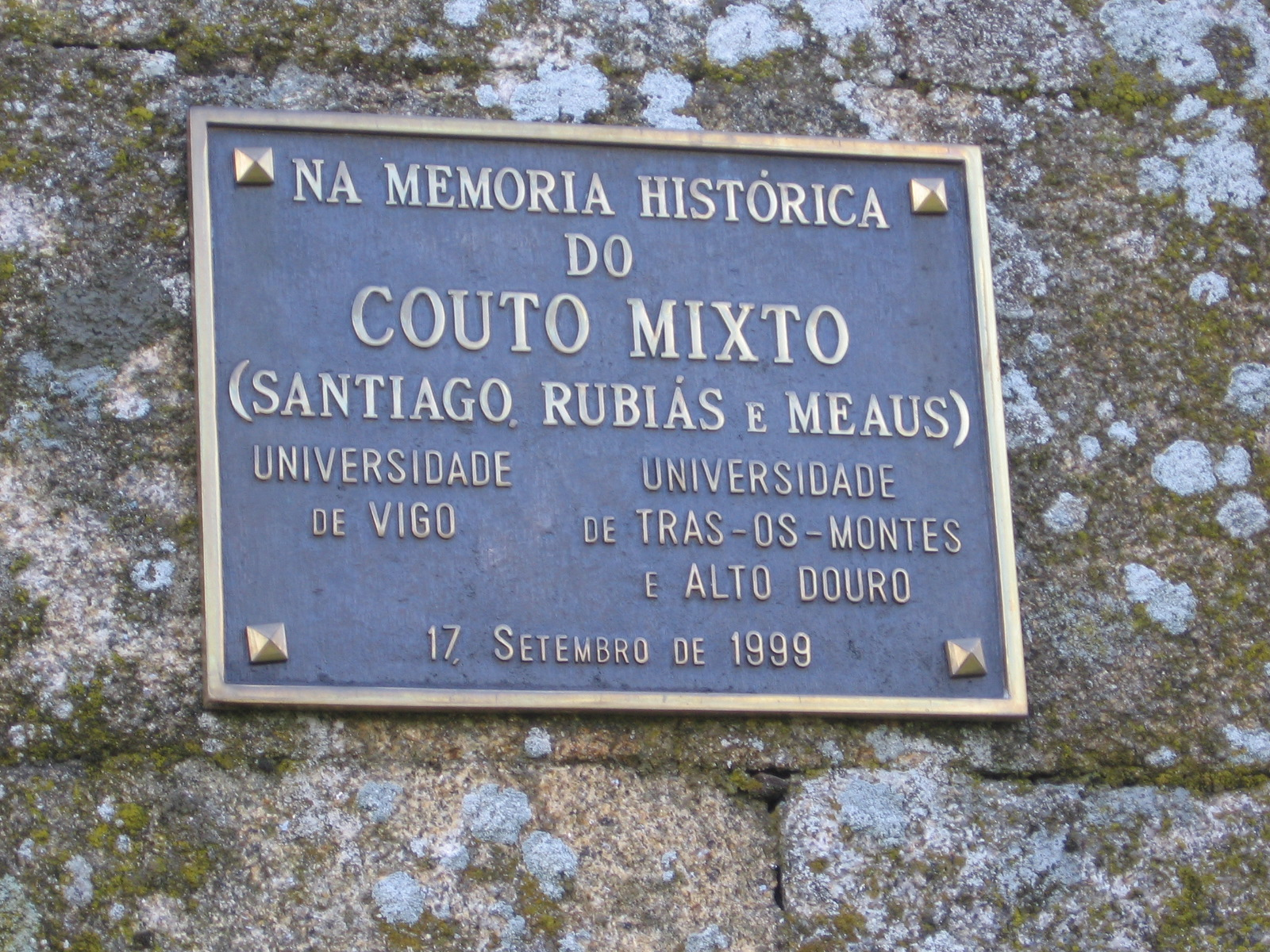
Erinnerungstafel an der Kirche von Santiago de Rubías

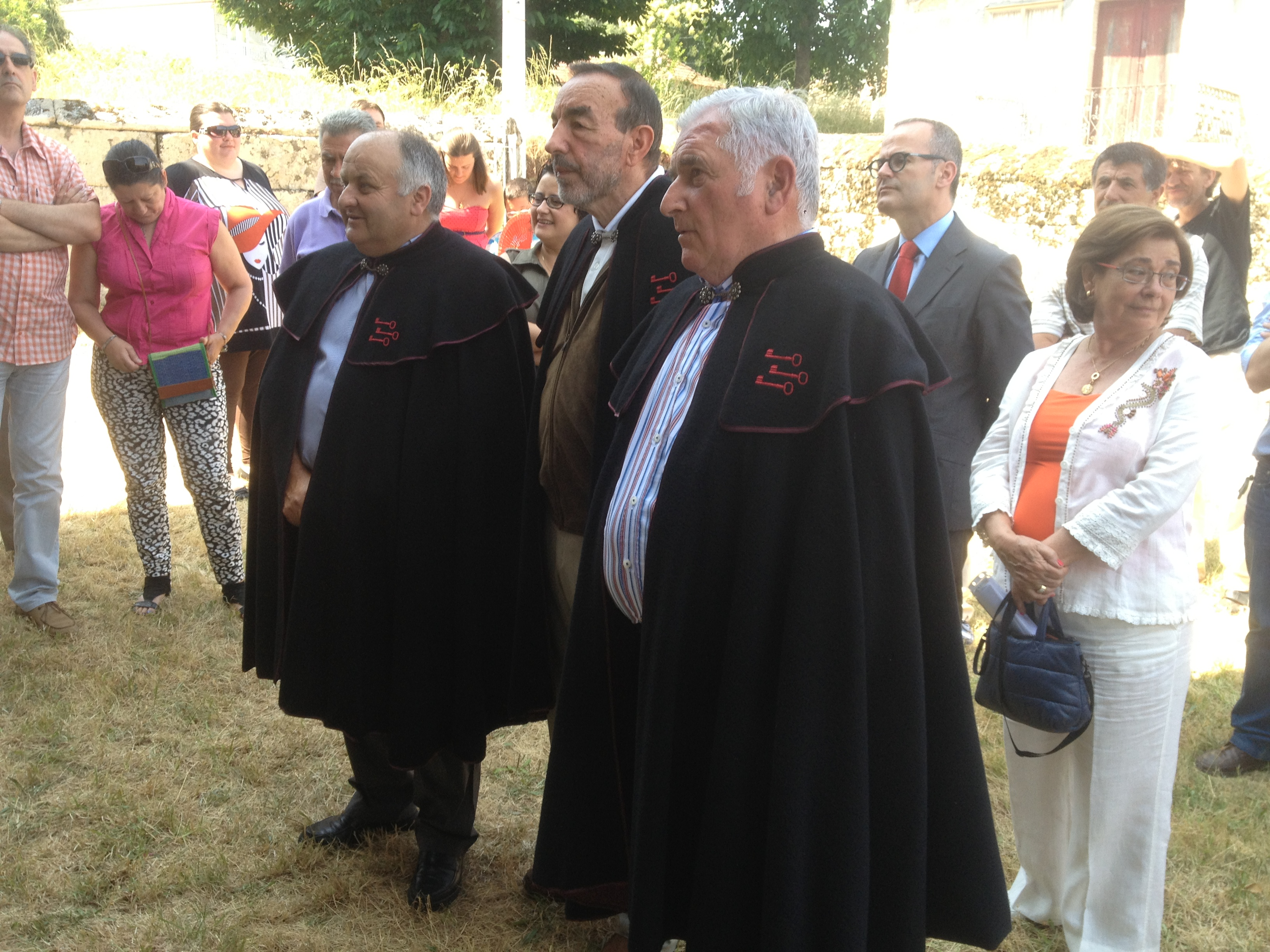
Drei Männer bei einer Zeremonie vor der Kirche von Santiago 2013 mit Umhängen, die sie als Homens de Acordo auszeichnete

1998 wurde die gemeinnützige „Asociación de Amigos do Couto Mixto“ (deutsch Verein der Freunde des Couto Mixto) gegründet, 2003 folgte die „Asociación de Veciños do Couto Mixto“ (deutsch Nachbarschaftsverein des Couto Mixto). Beide Organisationen haben die „Homens de Acordo“ (deutsch Männer der Eintracht), mit einer Vertretung jedes Dorfes, und die des „Juiz Honorário“ (deutsch Ehrenrichter), der jedes Jahr in einer Zeremonie in der Kirche von Santiago ernannt wird, wiederhergestellt. Die Truhe der drei Schlüssel wurde ebenfalls restauriert, wobei jeder der drei Schlüssel in der Obhut der derzeitigen Homens de Acordo aufbewahrt wird.
Politische Bewegungen bezüglich des Couto Mixto führten zu Debatten und Resolutionen im galicischen, spanischen und Europäischen Parlament. Im Mai 2007 wurde ein Antrag diskutiert und vom spanischen Parlament angenommen, in dem die Einzigartigkeit von Couto Mixto als historische und kulturelle Enklave anerkannt wurde. Maßnahmen wurden gefordert, die die soziale und wirtschaftliche Entwicklung des Territoriums ermöglichen. Zur gleichen Zeit wurde ein ähnlicher Antrag vom Parlament von Galicien verabschiedet. Im Jahre 2008 wurde dem Europäischen Parlament eine schriftliche Anfrage bezüglich des Beitrags der Europäischen Union zur Wiederbelebung des Couto Mixto gestellt, „damit diese auf das 17. Jahrhundert zurückgehende Pioniererfahrung der grenzüberschreitenden Zusammenarbeit nicht für immer verloren geht“.